# Universidad Forestal del Noroeste
La Universidad Forestal del Noroeste (siglas NEFU; chino simplificado: 东北林业大学 ), ubicada en Harbin (provincia de Heilongjiang), es una institución de investigación y educación más altas bajo el control de la jurisdicción del Ministerio de Educación de la República Popular China. Sirve como la universidad selvática más grande en China, y forma parte del planteamiento nacional "Proyecto 221". 

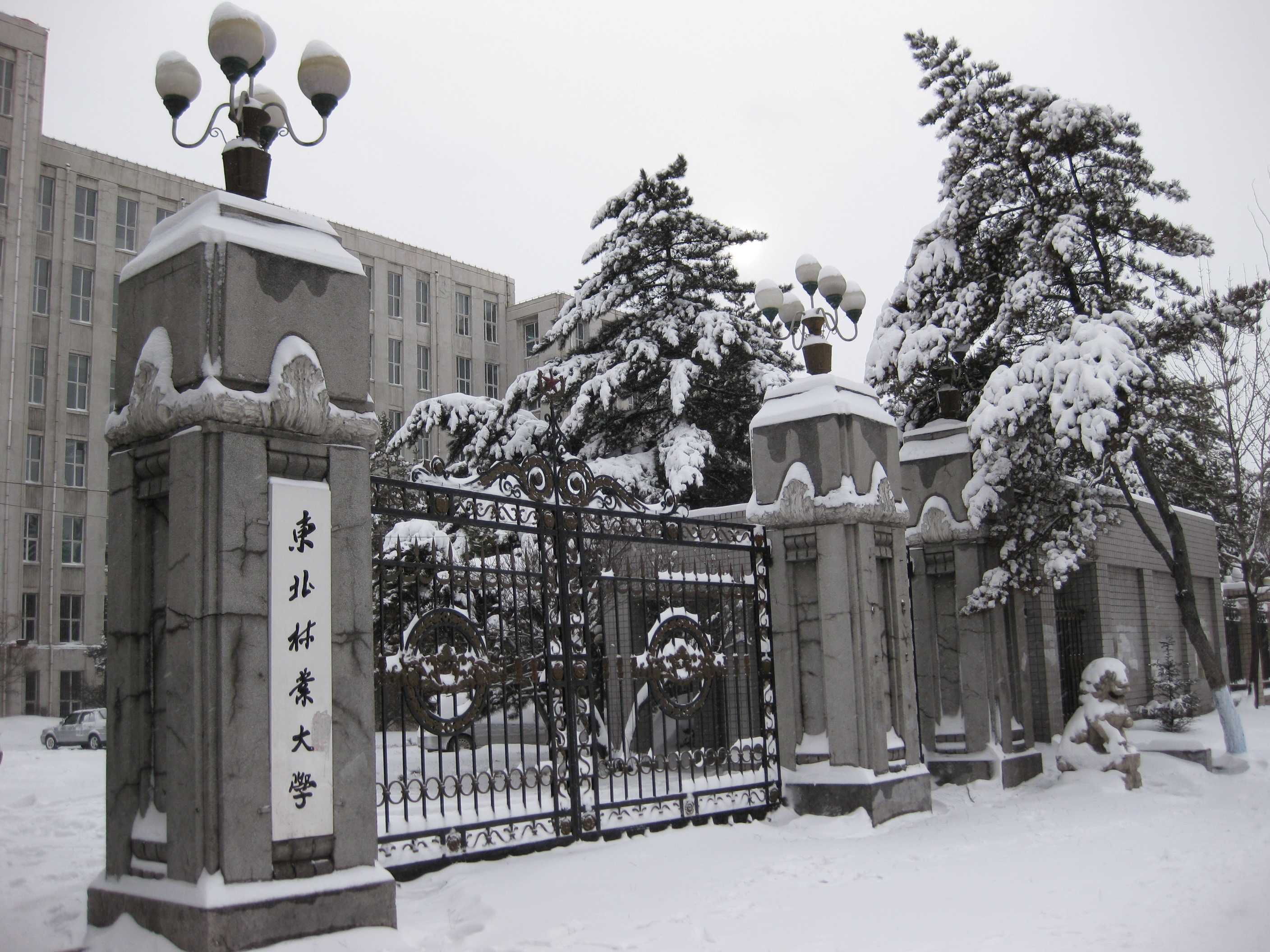
La entrada principal de NEFU, puerta principal.

Fundado en 1952, la Universidad Forestal del Noroeste (NEFU) estuvo formado por la combinación de ambos Universidad de Zhejiang y Departamento Forestal de Colegio de Agricultura del Noroeste, y uno de las tres instituciones más viejas para educación forestal y de investigación de todo el país.

## Ubicación
Universidad Forestal del Noroeste está localizada en la ciudad de Harbin, el centro de la región con los bosques paraestatales más grandes de China. Sus cubiertas de campus abarca más de 136 hectáreas con edificios educativos, laboratorios de investigación científica y sitios de práctica. Además,  hay varios centros prácticos cuáles incluyen el Centro de Experimentos Forestales para Maoershan ( Parque de Bosque Nacional: Maoershan) y el Centro Experimentos Forestales para Liangshui (Liangshui Reserva de Naturaleza Nacional) etc. Por tanto,la universidad tiene una área total de 33,000 hectáreas.
El campus cubre 136 hectáreas,  lo cual hay 15 dormitorios para la comunidad china, y 2 dormitorios para estudiantes extranjeros, además de 2 comedores públicos universitarios. La universidad tiene más de 20,000 inscritos en las carreras de pregado, siendo la densidad de población más grande en comparación a otras universidades en China.

## Academia e Investigación

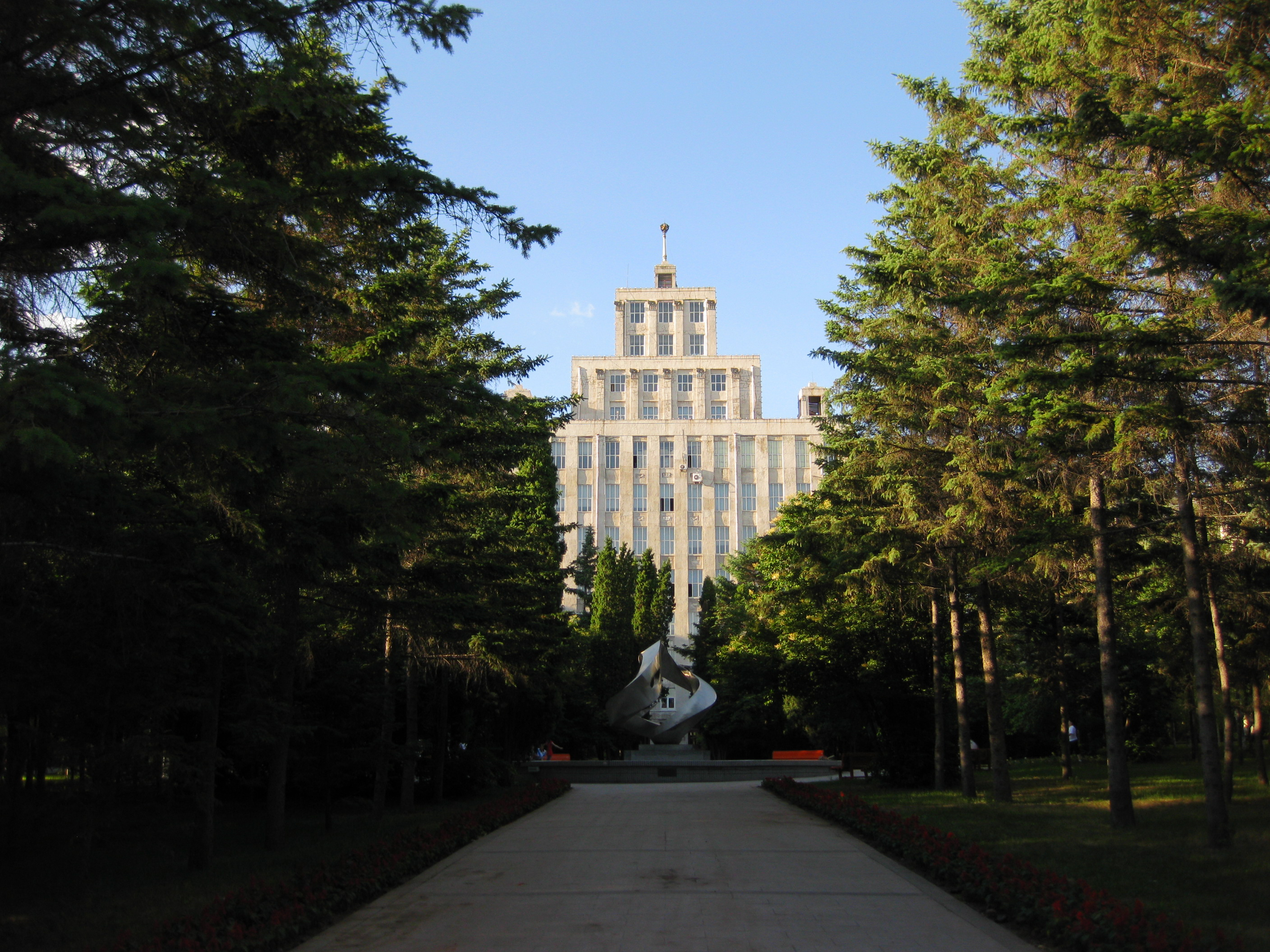
El Edificio Principal

NEFU es actualmente una universidad multidisciplinar selvática como su campo principal y ofrece una especialización única en ingeniería forestal. NEFU también especializa en relaciones-forestales, basados en aspectos de agricultura, ciencia, ingeniería, economía, administración, ley y artes liberales. La universidad actualmente está compuesto de dieciséis escuelas y dos departamentos. Existen 5 departamentos para posdoctorado de investigación científica, cuatro en primer nivel, y treinta y dos para el segundo,  además para programas de doctorado. Con la aprobación de Comisión de Planificación Nacional y Ministerio de Educación, NEFU corre los centros de formación nacionales de ciencia de vida y tecnología. Además, NEFU opera la enseñanza y centros de búsqueda de ciencias básicas particularmente en biología, los cuales son también aprobados por el Ministerio de Educación.

### Disciplinas clavesForestal

#### Primer grado de disciplinas claves Nacionales
Forestal
- Genética de Árboles y crías
- Forestal
- Protección de bosque
- Administración de bosque

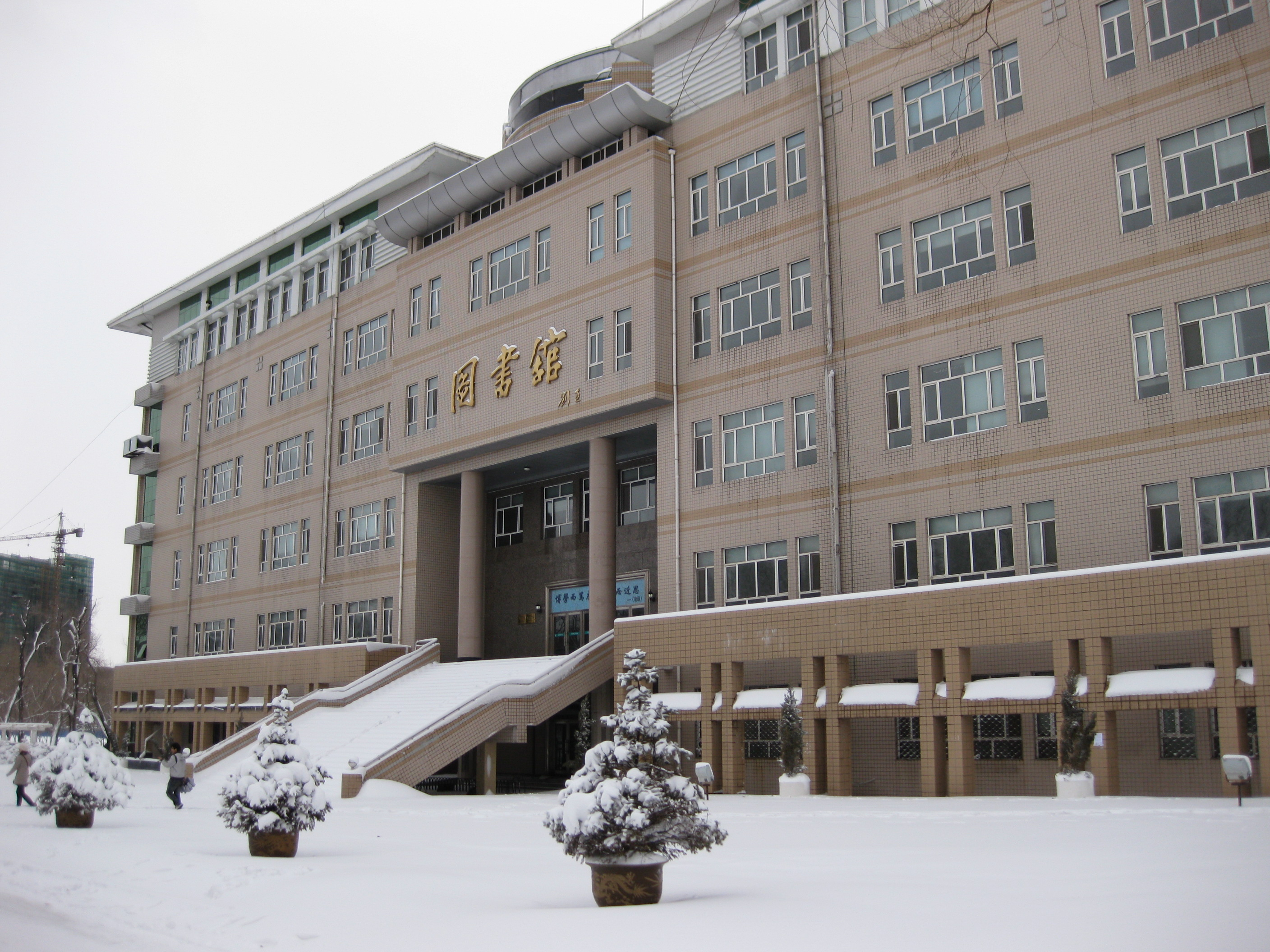
La Biblioteca

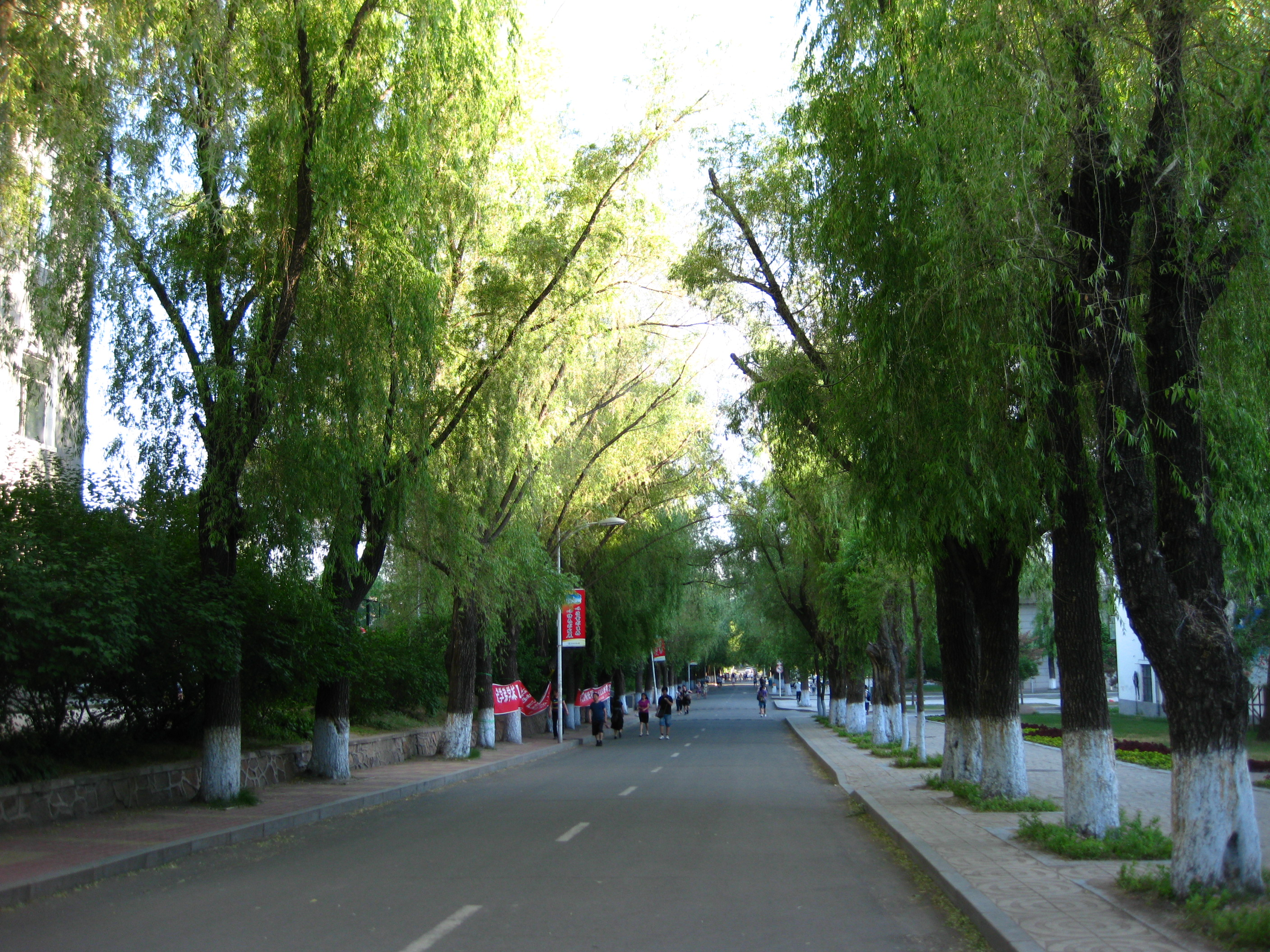
Una de las carreteras principales del campus

- Conservación y uso de fauna y flora
- Horticultura y Plantas ornamentales
- Tierra, Conservación de Agua y la desertificación de control

Ingeniería Forestal
- Ingeniería Forestal
- Ciencia y Tecnología de la Madera
- Ingeniería de Procesamiento químico de Productos de Bosque

#### Segundo Grado de Disciplinas Claves Nacionales
- Botánica
- Ecología

#### Disciplinas claves de Administración de Silvicultura Estatal
- Genética de Árbol del bosque y crías
- Forestal
- Administración Forestal
- Horticultura y Plantas ornamentales
- Ingeniería de Procesamiento químico de Productos de Bosque
- Administración de Economía & de la silvicultura

#### Disciplinas claves de Heilongjiang Provincia

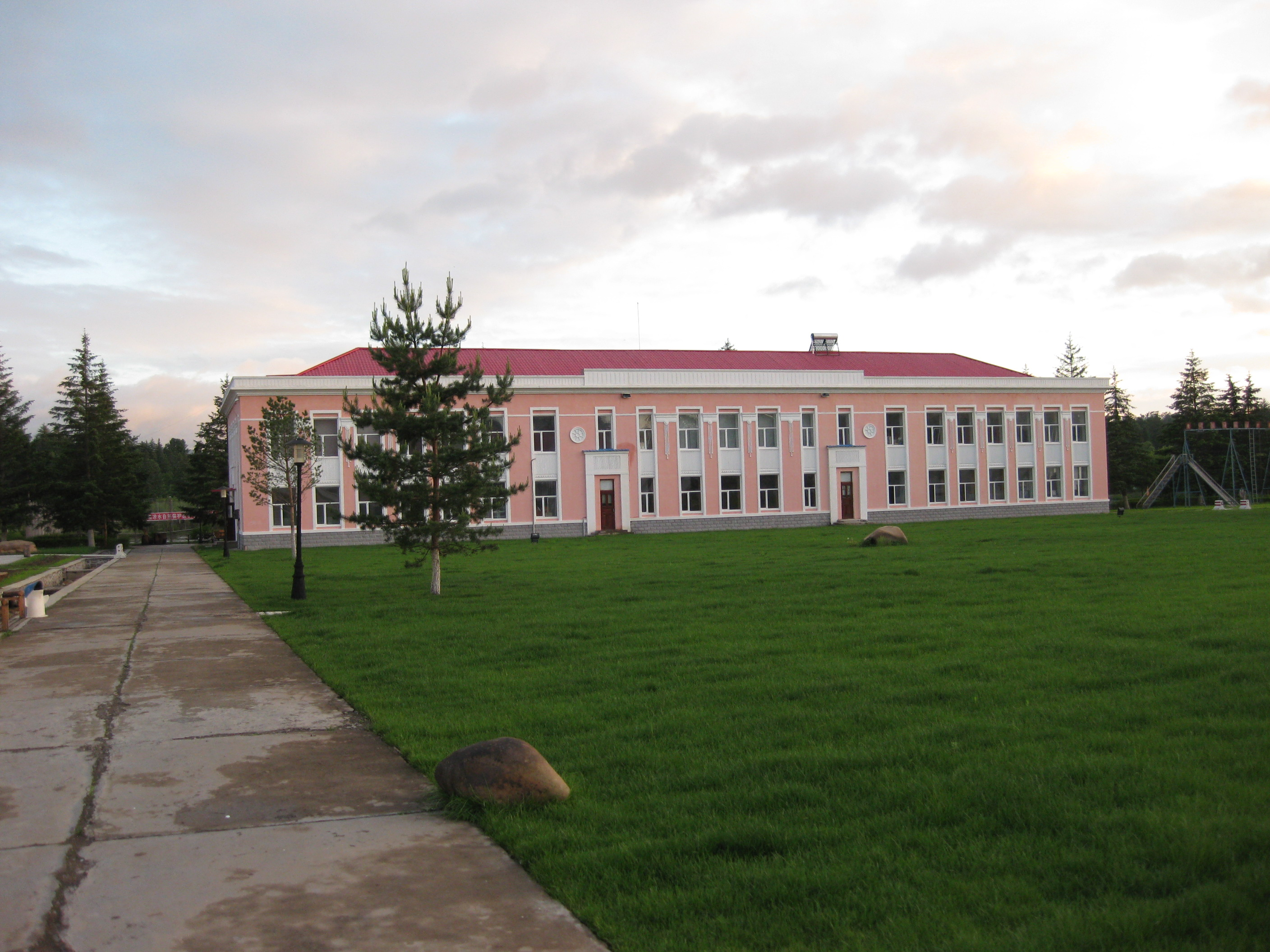
El Liangshui Centro de Silvicultura Experimental, Liangshui Reserva de Naturaleza Nacional, Yichun, China

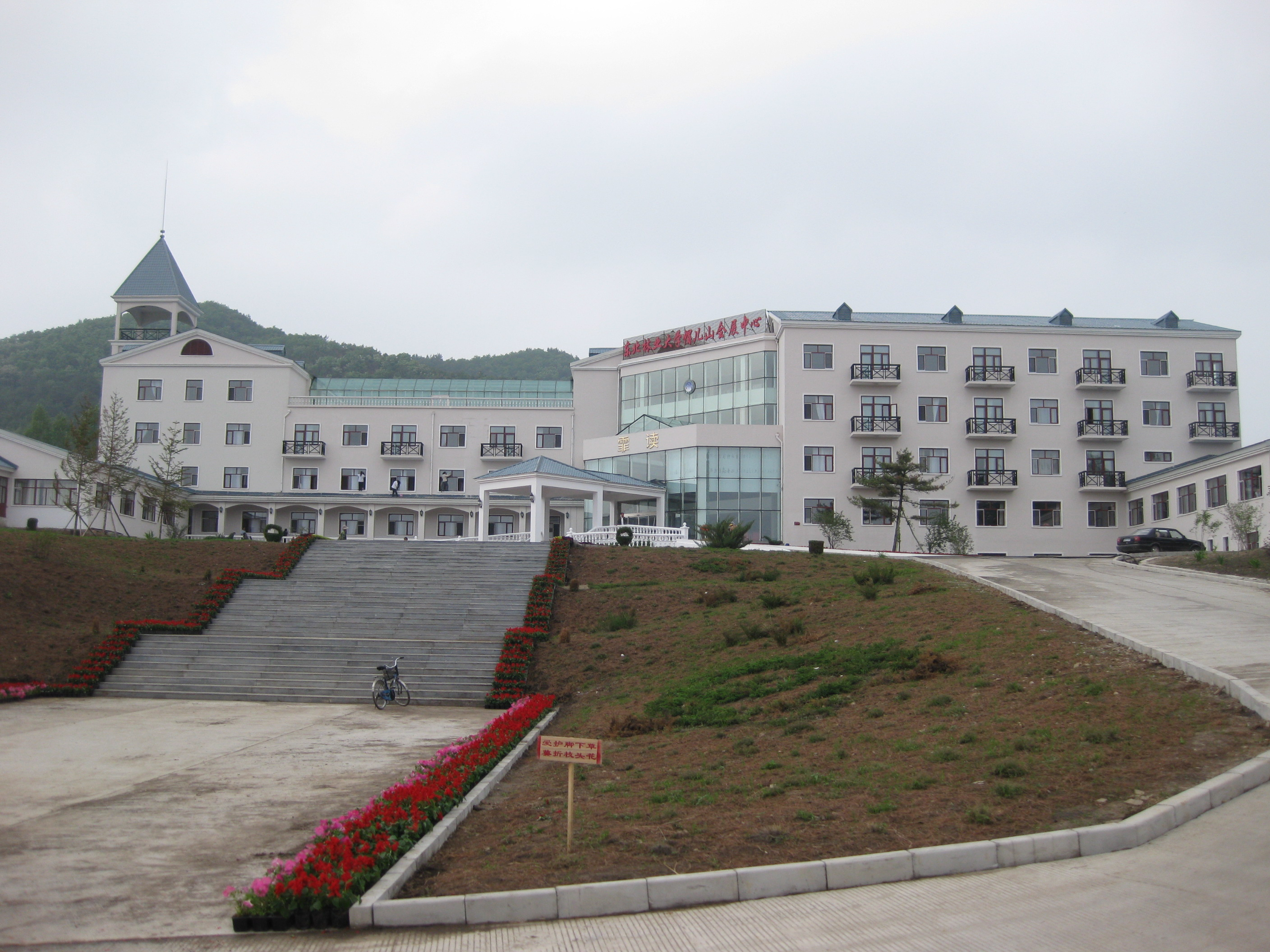
El Feidu Hotel en Maoershan Centro de Silvicultura Experimental

Grupos de Disciplina Claves provinciales
- Forestal
- Materiales Biológicos de la Ciencia y la Tecnología

Provincial Primero-nivelar Disciplinas Claves
Disciplinas Claves del Primer Nivel
- Biología
- Forestal
- Ingeniería Forestal
- Agrícola y Administración de Economía & de la Silvicultura

Disciplinas Claves del Segundo nivel para las provincias
- Población, Recursos y Economía Medioambiental
- Química y Física de Polímeros
- Biología de célula
- Bioquímica y Biología Molecular
- Ordenador Tecnología Aplicada
- Ingeniería de Procesamiento químico de Productos de Bosque
- Biomaterial Ingeniería
- Genética de Árbol del bosque y cría
- Silvicultura
- Administración de bosque
- Horticultura
- Tierra y Conservación de Agua y la desertificación que Controla
- Biomedical Ingeniería
- Administración corporativa
- Contabilidad

### Laboratorios claves
- Laboratorio clave de Ecología de Planta del Bosque, Ministerio de Educación
- Laboratorio clave de Bio-Ciencia Material Basada y Tecnología
- Laboratorio clave de Árbol de Bosque Biotecnología y Mejora Genéticas, Ministerio de Educación

### Centros de búsqueda e Institutos
- Base nacional para Cultivar Personas de Ciencia de Vida y Tecnología
- Base nacional para Cultivar Personas de Búsqueda de Ciencia de la Base y Enseñanza (la biología Importante)
- Maoershan Centro de Silvicultura experimental
- Liangshui Centro de Silvicultura experimental
- Base de Manifestación de la silvicultura de Harbin

### Periódicos Académicos
- Revista de Universidad de Silvicultura del Nordeste
- Fauna y flora
- Asuntos Financieros verdes y Contabilidad
- Economía de Silvicultura china
- Ingeniería de bosque
- Revista de Búsqueda de Silvicultura
- Boletín de Búsqueda Botánica

## Facultad
Hay ahora más de 28,000 estudiantes operando en NEFU. Desde su fundando en 1952, NEFU ha instruido más de 70,000 estudiantes y ha sido una de los más grandes centros de entrenamiento para personal dedicado a los avances científicos en relación con los asuntos forestales. La universidad tiene 1,269 profesores de dedicación exclusiva, incluyendo ocho académicos de la Academia China de Ingeniería y visitando académicos y dos profesores invitados de Changjiang Programa de Becario. En años recientes, algunos miembros de NEFU la facultad ha recibido honores especiales, incluyendo tres  premios nacionales de Excelencia como docente, Cuatro premios para Docente Famoso de Provincia ,cinco niveles de provincia para premio de Excelencia al Docente y dos premios al Modelo de Profesores en la Provincia.

### Académicos de China
- Ma, Jianzhang 马建章; experto en ecología de fauna y flora y administración
- Li, Jian 李坚; experto en ciencia de la madera
- Canción, Zhanqian 宋湛谦; experto de ingeniería forestal y procesamiento químico de productos de bosque
- Tang, Shouzheng 唐守正; experto de administración de bosque y estadística de bosque
- Colmillo, Zhiyuan 方智远; experto en crías de herencia del vegetal
- Sol, Tieheng 孙铁珩; experto de ecología de contaminación e ingeniería medioambiental
- Feng, Zongwei 冯宗炜; experto em ecología.
- Xia, Xianzhu 夏咸柱; experto de patología animal

## Cooperación internacional
La Universidad Forestal del Noroeste ha hecho desarrollos en cooperación y comunicación internacional. Ha establecido relaciones extranjeras con cincuenta y ocho universidades e instituciones del extranjero. En años recientes, NEFU ha invitado más de 300 expertos extranjeros y becarios de más de treinta países y regiones (incluyendo de los Estados Unidos de América, Canadá, Rusia, Australia, Suecia, etc.) para dictar conferencias, investigación, y hacer recorrido a la universidad.

### Programa de Intercambio Universitario de la Universidad Forestal del Noroeste
- La Universidad de Adelaide, Australia
- Universidad de Helsinki, Finlandia
- Universidad de Turku, Finlandia
- Universidad de Finlandia Oriental, Finlandia
- Kymenlaakson ammattikorkeakoulu, University of Applied Sciences, Finland
- The Ecole Supérieure du Bois, France
- Blagoveschensk Universidad Pedagógica estatal, Rusia
- Bauman Moscú Universidad Técnica Estatal, Rusia
- Universidad Estatal de los Urales, Rusia
- Vladivostok Universidad estatal de Economía y Servicio, Rusia
- Universidad de Ehime, Japón
- Universidad de Kagawa, Japón
- Kitami Instituto de Tecnología, Japón
- Universidad de Kochi, Japón
- Universidad de Shimane, Japón
- Universidad de Waseda, Japón
- Universidad Nacional de Kangwon, Corea del Sur
- Universidad Nacional Chung Hsing, Taiwán
- National Dong Hwa University, ]Taiwán
- Universidad Nacional de Taipéi, Taiwán
- Universidad de I-Shou, Taiwán
- Universidad de Tunghai, Taiwán
- Universidad de Cultura china, Taiwán
- Universidad Nacional de Pingtung, Taiwán
- Nacional Taichung Universidad de Educación, Taiwán
- Chaoyang Universidad de Tecnología, Taiwán
- Universidad Estatal de Misisipi, Estados Unidos
- Universidad de Denver, Colorado, Estados Unidos
- Purdue Universitaria Calumet, Estados Unidos
- Universidad de Bangor, Reino Unido
- Universidad de Exeter, Reino Unido

### Programa chino
Centro de Formación de Idioma Chino de NEFU ofrece cursos de ofertas universitarias en niveles diferentes para en el estudiante extranjero, incluyendo chino oral, escuchando, Literatura china, Escritura, Comercio Internacional, Lectura Intensiva y HSK Formación. El centro tiene básico, elemental, nivel intermedio, avanzado, y así como clases de plazo corto.
El estudiante atenderá un total de 20 horas de clase por semana. Cada clase no tendrá más de 20 estudiantes. La enseñanza se centrará sobre una conversación competente para la comunicación social. Estas medidas rápidamente mejorarán el estudiante internacional las habilidades comprensibles de escuchar, hablar, leer y escribir.
Los solicitantes tienen que atenerse a los reglamentos educativos de NEFU. Están abierto para los que están bien en salud, no más de 60 años y tener un diploma de pregado en instituto o equivalente.
Aprende más en 

## Departamentos & de universidades
- Colegio de Silvicultura

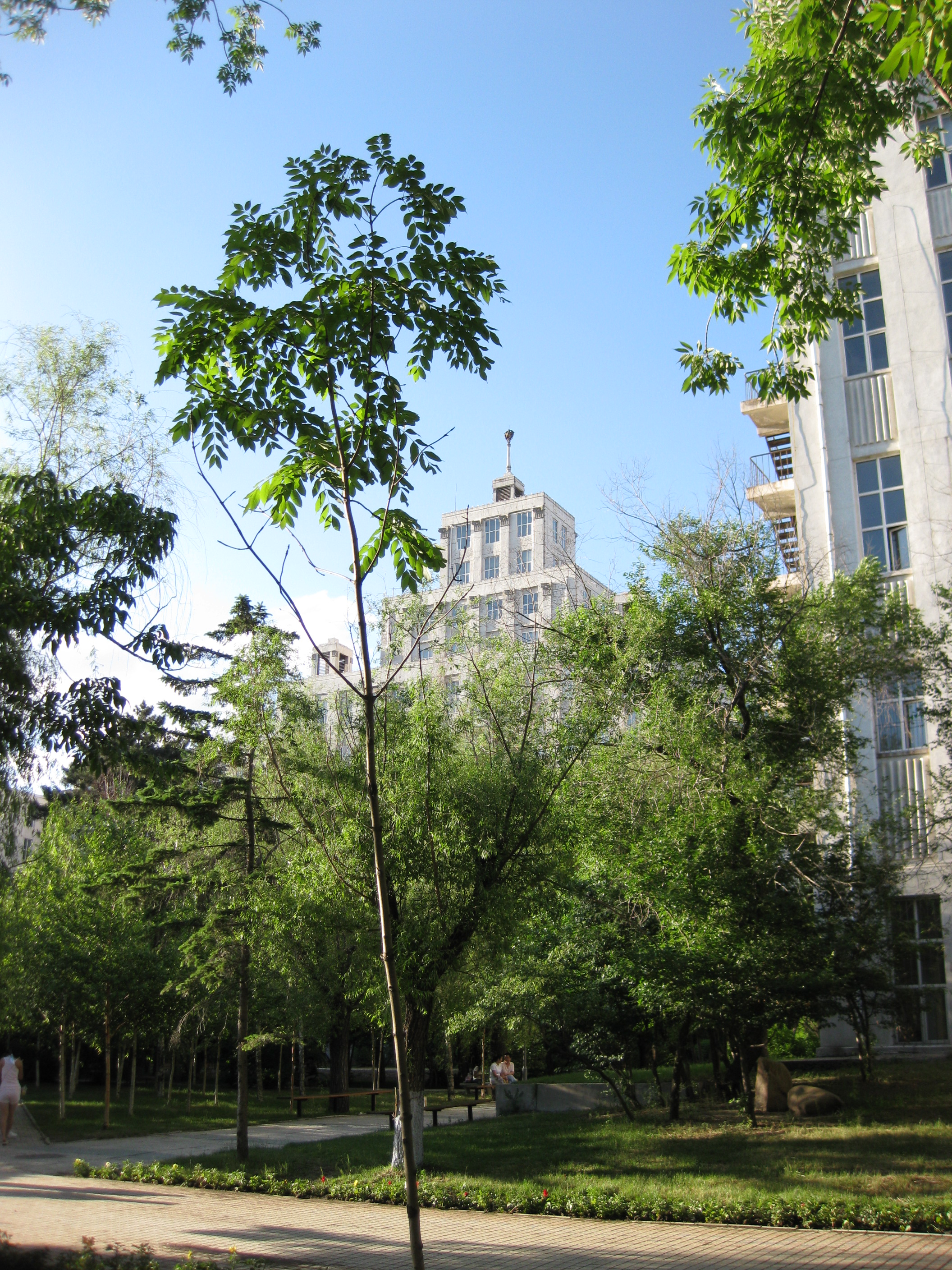
Detrás del Edificio Principal

- Colegio de Recursos de Fauna y flora
- Colegio de Ingeniería Electromecánica
- Colegio de Humanidades y Ciencias Sociales
- Colegio  de Información e Ingeniería de Ordenador
- Colegio de Ciencia de Vida
- Colegio de Vocación y Técnica
- Colegio de Economía de Bosque y Administración
- Colegio de Arquitectura de Paisaje
- Colegio de Ingeniería y Ciencia Materiales
- Colegio de Ingeniería Civil
- Colegio de Ciencias
- Colegio de Lenguas Extranjeras
- Colegio de Ingeniería y Tecnología
- Colegio de Tráfico
- Colegio de Educación
- Colegio de Educación física

## Honores y premios
Desde entonces 2001, NEFU ha ganado más de 140 premios de niveles variables en investigaciones científicas, incluyendo dos premios nacionales de sitio para la Tecnología e Innovación, tres premios nacionales para Avances en Ciencia y Tecnología, dos Ho Leung Ho lo cual es premio de Fundación del Lee para Avances en Ciencia y Tecnología, seis Liangxi de los premios otorgaron por Sociedad china Forestal, setenta y cuatro otro sobre las provincias, premios al departamento y ha obtenido sesenta y nueve patentes nacionales.
NEFU ha sido titulado la Unidad Civilizada del Nivel Provincial en trece años consecutivos. La universidad también recibió el título de "Unidad de Avance Nacional de Construcción de Civilización Espiritual" en 1999 y 2003 por el gobierno central. En años recientes, NEFU ha sido premiado con el Avances Nacionales de Colectivo en "Cultivar Alumnado en Tres Aspectos," la Casa de Modelo Nacional de Trabajadores y Personal (el Sindicato de Modelo Nacional), el Avances Nacionales de Colectivo de la construcción de "Moral del Profesor", la Unidad de Avances de Campus sobre Tierras, entre Heilongjiang universidades y ha también ganó el honorary título de "la Avances de Unidad Nacional de Práctica Social", doce veces consecutivos.
NEFU llevará en el "DongLin (abreviación de la Universidad Forestal del Noroeste) espíritu" basándose en  "trabajo en unidad, auto inspiración, utilizando ventajas y compitiendo la altura", además de cumplir con la frase "promover aprendizaje excelente y virtud noble." La universidad continuará a enriqueciendo estas calidades, lo cual busca construir a nivel nacional sobre la investigación orientada  con influencia en la comunidad universitaria internacional por el año de 2032, i.e. su 80.º aniversario.

## Alumnos reconocidos
Wan, Gang 万钢; Ministro de Ciencia y Tecnología de la República Popular China
Zhang, Yi 张毅; director de la Supervisión de Ventajas Paraestatal y Comisión de Administración

## Lista de presidentes
- Liu, Chengdong 刘成栋 (1952@–1963)
- Yang, Xianjin 杨衔晋 (1979@–1983)
- Xiu, Guohan 修国翰 (1983@–1985, 1985@–1989)
- Zhu, Guoxi 朱国玺 (1990@–1995)
- Li, Jian 李坚 (1996@–2007)
- Yang, Chuanping 杨传平 (2007 -2017 )
- Li, Cubo 李斌  （2017- ）